# Санта-Катарина-да-Серра
Санта-Катарина-да-Серра (порт. Santa Catarina da Serra)  —  район (фрегезия) в Португалии,  входит в округ Лейрия. Является составной частью муниципалитета  Лейрия. По старому административному делению входил в провинцию Бейра-Литорал. Входит в экономико-статистический  субрегион Пиньял-Литорал, который входит в Центральный регион. Население составляет 3962 человека на 2001 год. Занимает площадь 39,80 км².